# Heinrich Werner (Komponist)

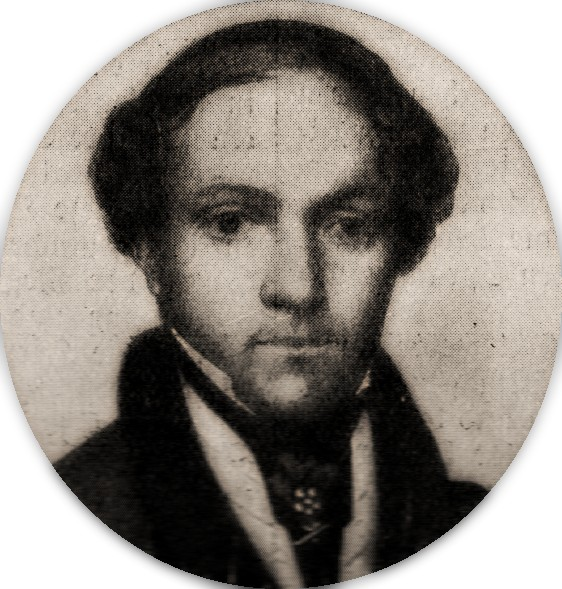
Heinrich Werner

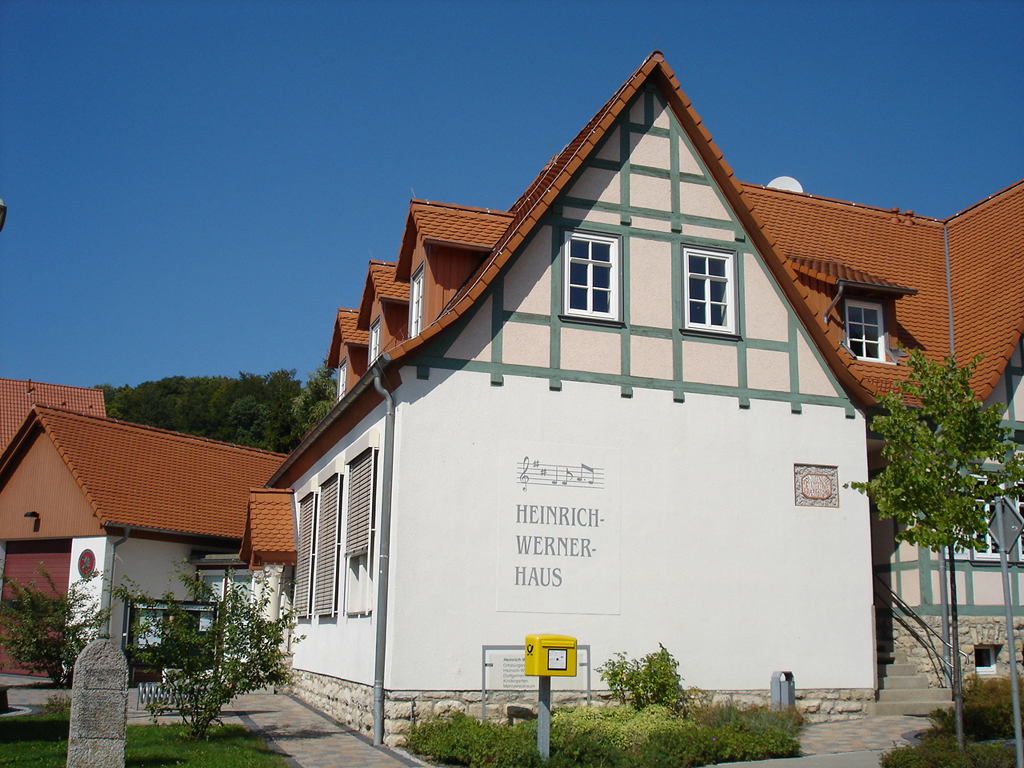
Heinrich-Werner-Haus in Kirchohmfeld

Heinrich Werner (* 2. Oktober 1800 in Kirchohmfeld; † 3. März 1833 in Braunschweig) war ein deutscher Komponist.
Seine größte und bekannteste Hinterlassenschaft ist die volkstümliche Melodie des Heidenrösleins von Johann Wolfgang von Goethe.

## Leben

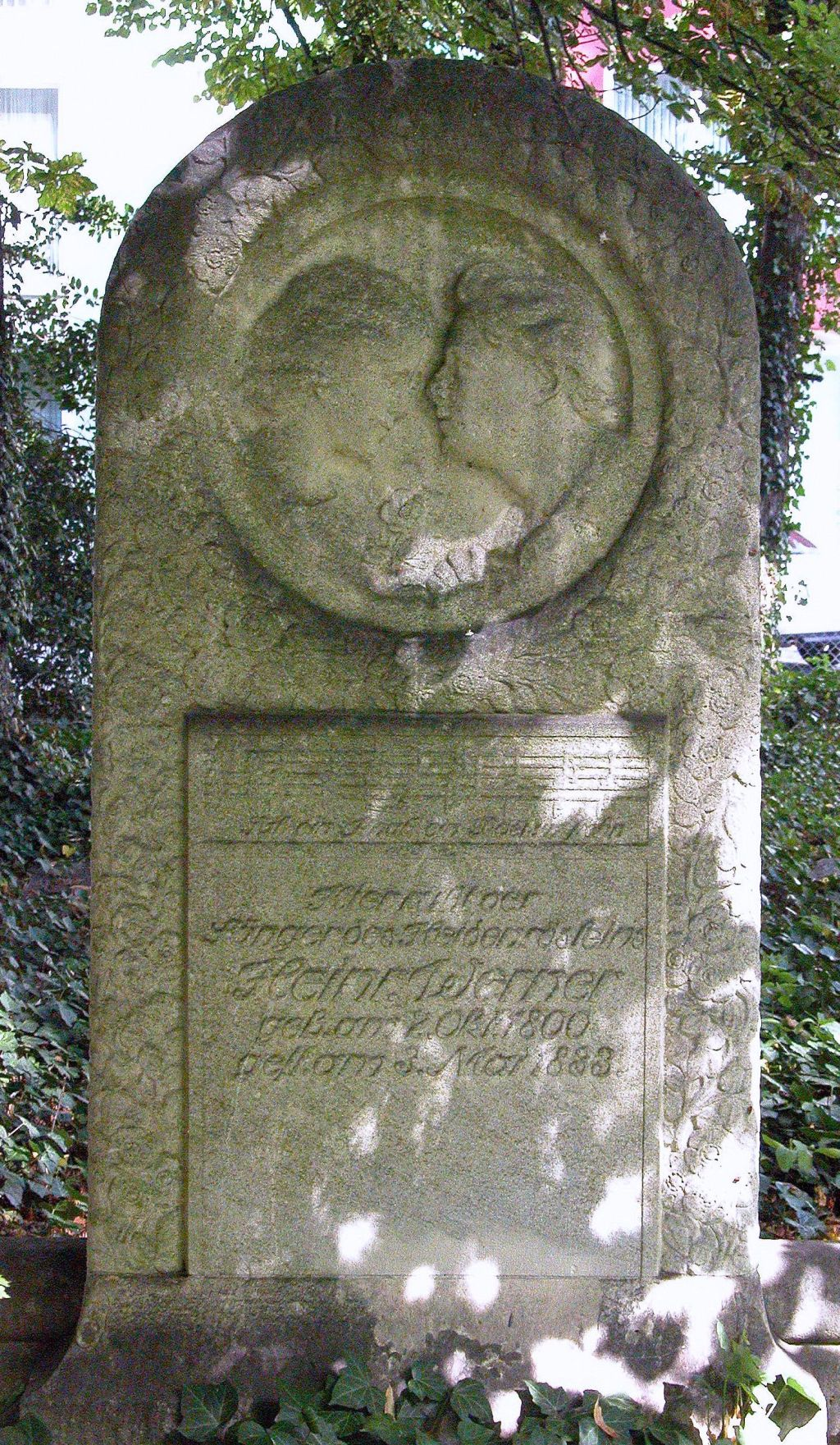
Grab in Braunschweig

Sein Vater, ein Lehrer und Kantor, war der Musik in besonderer Weise verbunden; alle seine drei Söhne wurden Musiker. Heinrich erhielt bis zum 15. Lebensjahr die musikalische Ausbildung in seinem Elternhaus und spielte bereits als Elfjähriger die Orgel in der Dorfkirche. Mit 15 Jahren wurde er Chorknabe in Sankt Andreasberg, wo auch sein älterer Bruder Fritz und sein jüngerer Bruder Wilhelm waren. Der ältere Bruder, inzwischen Musiklehrer in Braunschweig, holte Heinrich nach Braunschweig, ließ ihn das dortige Gymnasium besuchen und Musikunterricht genießen.
Ab 1821 studierte er in Erfurt und legte dort 1822 seine Lehrerprüfung ab. Ende desselben Jahres ging er nach Braunschweig zurück, wurde Chorpräfekt an der Oper und arbeitete außerdem als Musiklehrer.
Heinrich Werner soll 84 Kompositionen, zum größten Teil Lieder, geschaffen haben. Seine berühmteste Liedvertonung ist Goethes „Sah ein Knab’ ein Röslein stehn“. Am 20. Januar 1829 wurde es im Konzert der Braunschweiger Liedertafel, die er als Dirigent leitete, zum ersten Mal vorgetragen. Werners Komposition wurde bald sehr volkstümlich und als einzige der etwa 100 Vertonungen des Gedichts zum noch heute oft gesungenen Volkslied.
1830 machte er Reisen nach Holzminden, Hannover und in die Heimat, 1831 nach Berlin und 1832 letztmals in seine Heimat.
Im Herbst 1832 erkrankte er an einer Lungentuberkulose. Am 3. März 1833 verstarb er in Braunschweig und wurde dort beigesetzt.

## Besondere Ehren

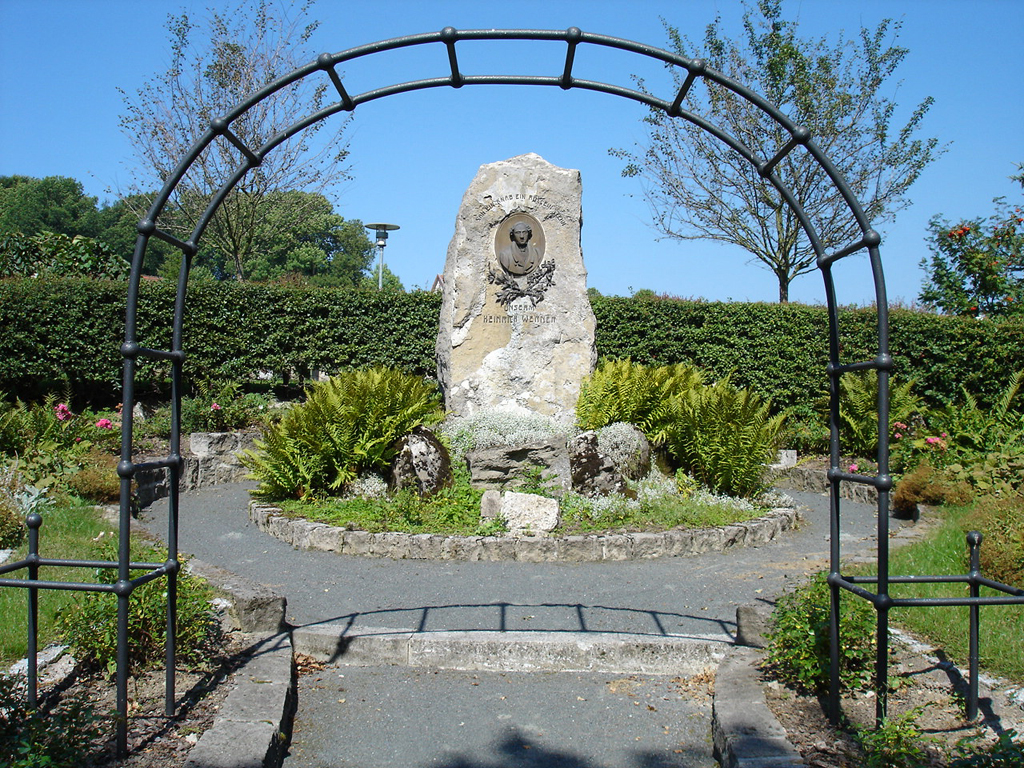
Heinrich-Werner-Gedenkstein in Kirchohmfeld

Sein Heimatort Kirchohmfeld ehrt ihn mit einem Gedenkstein, der von Heckenrosen umgeben ist. Außerdem trägt das Dorfgemeinschaftshaus den Namen Heinrich-Werner-Haus. Zudem hieß zu DDR-Zeiten eine der zwei polytechnischen Oberschulen in Worbis, der Kreisstadt seines Heimatdorfes Kirchohmfeld, Heinrich-Werner-Schule. In München ist die kurze Wernerstraße nach ihm benannt.

### Texte
- Heidenröslein Allgemeines deutsches Schützen- und Turnerliederbuch von Friedrich Erk, M. Schauenburg (M.Schauenburg & Co., 1863)
- Heidenröslein A new German grammar for beginners (c1916)
- Heidenröslein Deutsches Liederbuch für amerikanische Studenten
- Heidenröslein Im Vaterland (1910) von Paul Valentine Bacon
- Heidenröslein Theorie und Praxis des Volksschulunterrichts nach herbartischen Grundsätzen (1897) von A. Pickel, E. Scheller, Wilhelm Rein

### Noten
- Noten und Audiodateien von Heinrich Werner (Komponist) im International Music Score Library Project
- Gemeinfreie Noten von Heinrich Werner in der Choral Public Domain Library – ChoralWiki (englisch)
- Werke von Heinrich Werner (Komponist) beim Mutopia-Projekt

### Ton
- Heidenröslein von Johanna Gadski
- Aufnahmen bei Europeana.eu (Quelle)

| Personendaten    | Personendaten       |
| ---------------- | ------------------- |
| NAME             | Werner, Heinrich    |
| KURZBESCHREIBUNG | deutscher Komponist |
| GEBURTSDATUM     | 2. Oktober 1800     |
| GEBURTSORT       | Kirchohmfeld        |
| STERBEDATUM      | 3. März 1833        |
| STERBEORT        | Braunschweig        |